# تشارلز بارينغتون براون
تشارلز بارينغتون براون هو جيولوجي كندي، ولد في 23 أغسطس 1839 في جزيرة كيب بريتون في كندا، وتوفي في 13 فبراير 1917 في لندن في المملكة المتحدة.

## وصلات خارجية
- تشارلز بارينغتون براون على موقع الموسوعة البريطانية (الإنجليزية)